# Дідімотейхо
Дідімотейхо (Демотика, Димотика, Диметока, Домотиця, грец. Διδυμότειχον ή Διδυμότειχο) — містечко в Греції, в східній частині периферійної одиниці Східної Македонії та Фракії. Розташоване на висоті 30 метрів над рівнем моря, на лівому березі річки Ерітропотамос недалеко від її впадіння в Еврос (Мариця), за 96 кілометрів на північний схід від Комотіні, за 308 кілометрів на північний схід від Салонік і за 442 кілометри на північний схід від Афін. Адміністративний центр однойменної громади в периферії Східної Македонії та Фракії. Населення 9263 жителя за переписом 2011 року.
Місто є єпархіальним центром Дідімотейхської митрополії Елладської православної церкви. У пізньовізантійський період між 1280 і 1360 роками, Демотика була найважливішим містом візантійської Фракії, виконуючи роль заміської резиденції константинопольських монархів. Після османського завоювання, між 1361 і 1363 рр., вона отримала статус столиці Османської імперії. До складу сучасної Греції місто повернулося в 1920 році і з того часу має важливе військове значення: два роки тут, на греко-турецькому кордоні, проходять службу багато новобранців Греції.
На схід від міста проходить національна дорога 51, частина європейського маршруту E85.

## Історія
У середньовіччі місто мало важливе стратегічне значення. У 1204 році воно було захоплене західноєвропейськими лицарями, які заснували в прилеглій до міста території так зване князівство Демотики. Воно проіснувало лише два роки через постійні напади болгар, які знищили його укріплення і вбили багато грецьких жителів. В результаті останні змушені були шукати більш тісну співпрацю з центральною владою Латинської імперії. У 1243 році грецькі війська нікейського імператора зуміли вибити залишки латинян з міста. Після повернення Константинополя до складу відродженої Візантії, Демотика стало найважливішим, після самої столиці, військовим, культурним та економічним центром пізньовізантійської Фракії, яка близько 1340-х років стала останньою провінцією згасаючої Візантії. Місто використовувалося як важлива заміська резиденція сімей останніх візантійських імператорів, які приїздили сюди з Константинополя: тут народилися двоє з них. Турки-османи вперше захопили місто в 1359 році, а потім знову в 1361 році, цього разу — на 560 років. До складу Греції місто офіційно повернувся лише в 1920 році. На відміну від Адріанополя, Дідімотейхо не було спалене османами, тому тут краще збереглися історичні будівлі.
1361 року турки проголосили Диметоку своєю столицею на два роки, до 1363-го. Незважаючи на перенесення столиці Османської держави в заново відбудований Едірне, а потім до Константинополя в 1453 році, Диметока й далі була популярним місцем відпочинку османської еліти й полювання на довколишніх лісистих пагорбах.
Шведський король Карл XII перебував у місцевій фортеці з лютого 1713 по жовтень 1714 року. Тут також з червня 1714 мешкав гетьман України Пилип Орлик. Звідси обидва починали свої подорожі до Швеції.
Докладніше: Фортеця Дідімотейхо
Нині в місті працює Візантійський музей (Βυζαντινό Μουσείο Διδυμοτείχου).

## Спорт
Спортивний клуб Дідімотейхо — «Спартакос» (Σπάρτακος)

## Громада Дідімотейхо
Громада Дідімотейхо створена в 1924 році ΦΕΚ 194Α . До громади входить село Неї-Псатадес. Населення 9367 осіб за переписом 2011 року. Площа 41,143 квадратних кілометри.
| Назва        | Населення (2011), осіб |
| ------------ | ---------------------- |
| Дідімотейхо  | 9263                   |
| Неї-Псатадес | 104                    |

## Населення
| Рік  | Населення, осіб |
| ---- | --------------- |
| 1991 | 8709            |
| 2001 | 8853            |
| 2011 | ↗ 9263          |

## Міста-побратими
- Болгарія, Банско[5]

## Уродженці
- Іоанн III Дука Ватац (1192—1254) — нікейський імператор.
- Іоанн V Палеолог (1332—1391) — візантійський імператор.
- Баязид II (1447—1512) — османський султан.